# 南小岩
南小岩（みなみこいわ）は、東京都江戸川区の町名。現行行政地名は南小岩一丁目から八丁目。住居表示実施済区域。郵便番号133-0056（集配局 : 小岩郵便局）。

## 地理
江戸川区北東部に位置する。北は西小岩一・二丁目、東は東小岩一・四・五・六丁目、南は鹿骨三丁目および東松本、西は新中川を挟んで対岸に興宮町および上一色二丁目と隣接する。小岩地域の南西部に当たる。町域東辺を東京都道307号王子金町江戸川線で東小岩と画し、西辺を新中川で画す。町域の大半に住宅市街地が広がり、国道14号が貫く。町域北辺には総武本線の駅が1つある。周辺の西小岩、北小岩、東小岩などとの総称で「小岩」と呼称されることもある。

### 河川
- 新中川 - 小岩大橋・辰巳新橋が架かる。

### 地価
住宅地の地価は、2025年（令和7年）1月1日の公示地価によれば、南小岩4-7-2の地点で37万7000円/m2、
南小岩5-7-5の地点で44万6000円/m2となっている。

## 歴史

### 治安・風紀の維持
2012年、東京都は南小岩六丁目、七丁目および八丁目を都迷惑防止条例に基づき、客引きやスカウトのみならず、それらを行うために待機する行為なども禁止する区域に指定。違反者は実際に逮捕されている。
さらに2019年には南小岩七丁目および八丁目を暴力団排除条例に基づき、暴力団排除特別強化地域に指定。地域内では暴力団と飲食店等との間で、みかじめ料のやりとりや便宜供与などが禁止され、違反者は支払った側であっても懲役1年以下または罰金50万円以下の罰則が科される。

## 世帯数と人口
2025年（令和7年）1月1日現在（江戸川区発表）の世帯数と人口は以下の通りである。
| 丁目         | 世帯数     | 人口     |
| ------------ | ---------- | -------- |
| 南小岩一丁目 | 958世帯    | 1,999人  |
| 南小岩二丁目 | 1,706世帯  | 3,350人  |
| 南小岩三丁目 | 1,769世帯  | 3,338人  |
| 南小岩四丁目 | 1,631世帯  | 3,147人  |
| 南小岩五丁目 | 2,004世帯  | 3,654人  |
| 南小岩六丁目 | 2,674世帯  | 4,410人  |
| 南小岩七丁目 | 3,302世帯  | 5,404人  |
| 南小岩八丁目 | 2,090世帯  | 3,480人  |
| 計           | 16,134世帯 | 28,782人 |

### 人口の変遷
国勢調査による人口の推移。
| 年                 | 人口   |
| ------------------ | ------ |
| 1995年（平成7年）  | 28,692 |
| 2000年（平成12年） | 28,581 |
| 2005年（平成17年） | 28,473 |
| 2010年（平成22年） | 28,907 |
| 2015年（平成27年） | 28,693 |
| 2020年（令和2年）  | 29,149 |

### 世帯数の変遷
国勢調査による世帯数の推移。
| 年                 | 世帯数 |
| ------------------ | ------ |
| 1995年（平成7年）  | 12,085 |
| 2000年（平成12年） | 12,558 |
| 2005年（平成17年） | 13,073 |
| 2010年（平成22年） | 13,843 |
| 2015年（平成27年） | 14,056 |
| 2020年（令和2年）  | 15,028 |

## 学区
区立小・中学校に通う場合、学区は以下の通りとなる（令和5年度入学生より）。なお、江戸川区では学校選択制度を導入しており、区内全域から選択することが可能。。
| 丁目         | 番地                 | 小学校                     | 中学校                   |
| ------------ | -------------------- | -------------------------- | ------------------------ |
| 南小岩一丁目 | 1〜7番               | 江戸川区立南小岩小学校     | 江戸川区立小岩第二中学校 |
| 南小岩一丁目 | 8〜15番              | 江戸川区立南小岩第二小学校 | 江戸川区立小岩第二中学校 |
| 南小岩二丁目 | 1〜7番 12〜23番      | 江戸川区立南小岩第二小学校 | 江戸川区立小岩第二中学校 |
| 南小岩二丁目 | 8〜11番              | 江戸川区立南小岩小学校     | 江戸川区立小岩第二中学校 |
| 南小岩三丁目 | 1〜17番 19〜28番     | 江戸川区立南小岩小学校     | 江戸川区立小岩第二中学校 |
| 南小岩三丁目 | 18番 29番            | 江戸川区立東小岩小学校     | 江戸川区立小岩第一中学校 |
| 南小岩四丁目 | 1〜2番               | 江戸川区立南小岩第二小学校 | 江戸川区立小岩第二中学校 |
| 南小岩四丁目 | 3〜18番              | 江戸川区立南小岩小学校     | 江戸川区立小岩第二中学校 |
| 南小岩五丁目 | 全域                 | 江戸川区立下小岩小学校     | 江戸川区立小岩第五中学校 |
| 南小岩六丁目 | 全域                 | 江戸川区立下小岩小学校     | 江戸川区立小岩第五中学校 |
| 南小岩七丁目 | 全域                 | 江戸川区立下小岩小学校     | 江戸川区立小岩第五中学校 |
| 南小岩八丁目 | 10〜19番 21番        | 江戸川区立小岩小学校       | 江戸川区立小岩第一中学校 |
| 南小岩八丁目 | 1〜9番 20番 22〜26番 | 江戸川区立東小岩小学校     | 江戸川区立小岩第一中学校 |

## 産業

### 事業所
2021年（令和3年）現在の経済センサス調査による事業所数と従業員数は以下の通りである。
| 丁目         | 事業所数    | 従業員数 |
| ------------ | ----------- | -------- |
| 南小岩一丁目 | 53事業所    | 396人    |
| 南小岩二丁目 | 86事業所    | 432人    |
| 南小岩三丁目 | 86事業所    | 478人    |
| 南小岩四丁目 | 103事業所   | 481人    |
| 南小岩五丁目 | 104事業所   | 728人    |
| 南小岩六丁目 | 174事業所   | 1,098人  |
| 南小岩七丁目 | 396事業所   | 3,472人  |
| 南小岩八丁目 | 167事業所   | 1,414人  |
| 計           | 1,169事業所 | 8,499人  |

### 事業者数の変遷
経済センサスによる事業所数の推移。
| 年                 | 事業者数 |
| ------------------ | -------- |
| 2016年（平成28年） | 1,381    |
| 2021年（令和3年）  | 1,169    |

### 従業員数の変遷
経済センサスによる従業員数の推移。
| 年                 | 従業員数 |
| ------------------ | -------- |
| 2016年（平成28年） | 8,448    |
| 2021年（令和3年）  | 8,499    |

## 交通

### 鉄道
南小岩の町域北端に1路線1駅が存在するが、町域南部の南小岩二丁目および南小岩四丁目などは至近の駅から1km以上離れている鉄道利用不便地帯に当たる。
東日本旅客鉄道（JR東日本）
- 総武本線：小岩駅（南小岩七丁目）

### バス
京成バス
- JR小岩駅を起点として篠崎駅方面・瑞江駅方面・環七経由で一之江駅・葛西駅・葛西臨海公園駅方面へ行く急行バス（シャトルセブン）・金町駅方面へのバスなどが運行されている。羽田空港・成田空港へのリムジンバスもJR小岩駅から運行されている。

京成タウンバス・都営バス
- JR小岩駅を起点として江戸川区役所方面へのバスが運行されている。

### 道路
- 国道14号（千葉街道）
- 東京都道307号王子金町江戸川線（柴又街道）

## 施設
- 小岩消防署南小岩出張所
- 江戸川区立下小岩小学校
- 江戸川区立下小岩第二小学校
- 江戸川区立南小岩小学校
- 江戸川区立南小岩第二小学校
- 江戸川区立小岩第二中学校
- 東京都下水道局小岩ポンプ所
- 小岩郵便局
- 南小岩五郵便局
- 岩井整形外科病院
- 岩倉病院
- 真徳寺 - 浄土真宗本願寺派の仏教寺院。
- 天祖神社
- 日本ナザレン小岩教会

## 南小岩再開発・FIRSTA koiwa(ファスタ小岩)

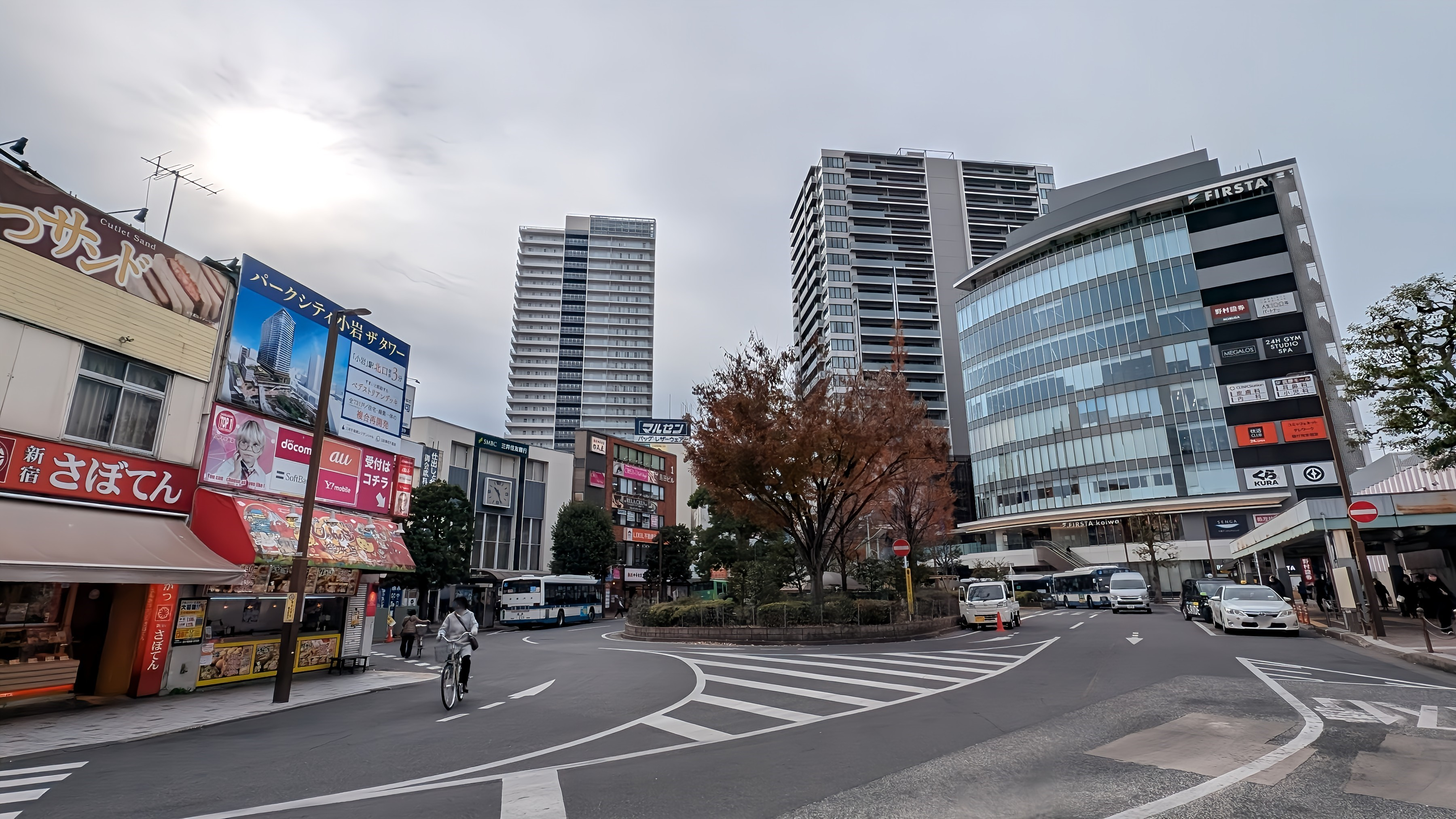
小岩駅南口・右に商業施設「FIRSTAⅠ」・奥にフラワロード商店街

「小岩駅」の南口交通広場と、商店街のフラワーロードに面する南小岩六丁目に於いて、「南小岩六丁目地区第一種市街地再開発事業」が進行中。
開発地はⅠ街区、Ⅱ街区、Ⅲ街区の３つのエリアから成り、その総面積は約8,954㎡。それぞれの用途は、Ⅰ街区が商業、 Ⅱ街区が住宅、商業、業務、駐車場 、Ⅲ街区が住宅、商業、駐車場、公共駐輪場とから構成される。
3つのエリアには「FIRSTA koiwa(ファスタ小岩) 」というタウンネーム(地区名称)が与えられ、中には商業施設や住居だけでなく、保育施設や交流施設などが入る予定。